# Jiří Židlický

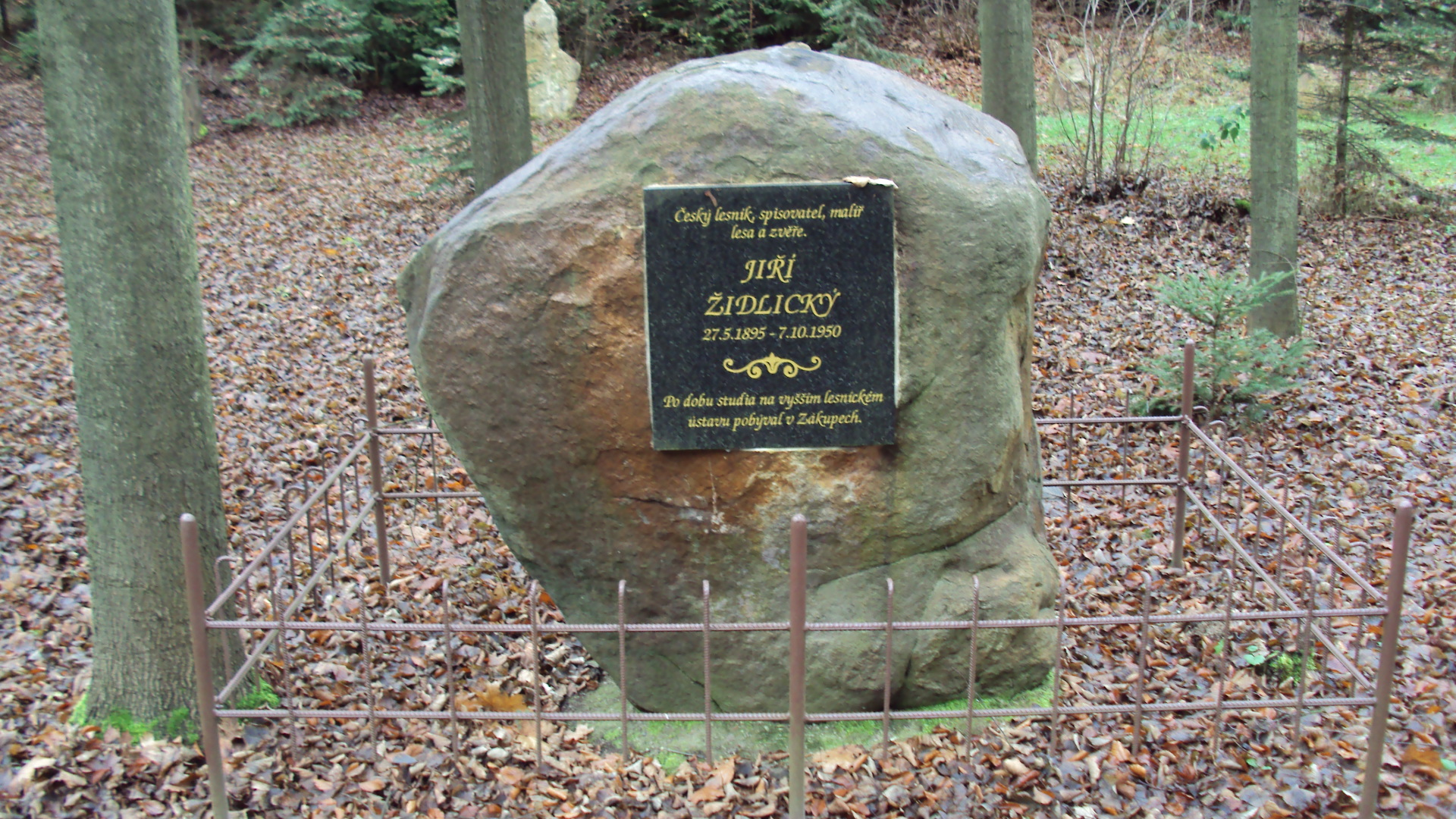
Pomníček na naučné stezce u Kamenického potoka

Jiří Židlický, křtěný Jiří Josef (27. května 1895 Nové Město na Moravě – 7. října 1950 Praha) byl český malíř, kreslíř a ilustrátor.

## Život
Jiří Židlický se narodil v Novém Městě na Moravě v rodině geometra Karla Židlického a jeho ženy Kristiny rodem Šlapáková z Královských Vinohrad v Praze, dcery místního redaktora. Později byl redaktorem v nakladatelství Odeon, věnoval se malbě lesních interiérů a zvěře, byl činný jako ilustrátor. V roce 1943 odešel pro nemoc do důchodu a cele se věnoval malování. Vytvořil více než 850 obrazů, 67 ilustrovaných knih a kolem deseti tisíc kreseb. Vydal 46 obrazů pro školy, leporelo, tvořil myslivecké pohlednice, plakáty, diplomy a exlibris, byl i zručný řezbář.
V roce 1930 vydal pod pseudonymem Jiří Harusák knihu Znamenaný a jiné povídky a v roce 1944 vyšla v nakladatelství Orbis jeho kniha pro děti Tři horácké pohádky, kterou sám ilustroval.

## Výstavy
Vystavoval na všech výstavách horáckých umělců v Novém Městě na Moravě, v Tišnově, i jinde.
Horácká galerie vlastní 109 děl od Jiřího Židlického, např. obraz Sklabina z roku 1919.

## Galerie obrazy

Bažanti (olej na překližce)
Horní Litvínov (akvarel na papíru)
V lese (olej na překližce)
Vábení (olej na sololitu)

## Galerie ilustrace

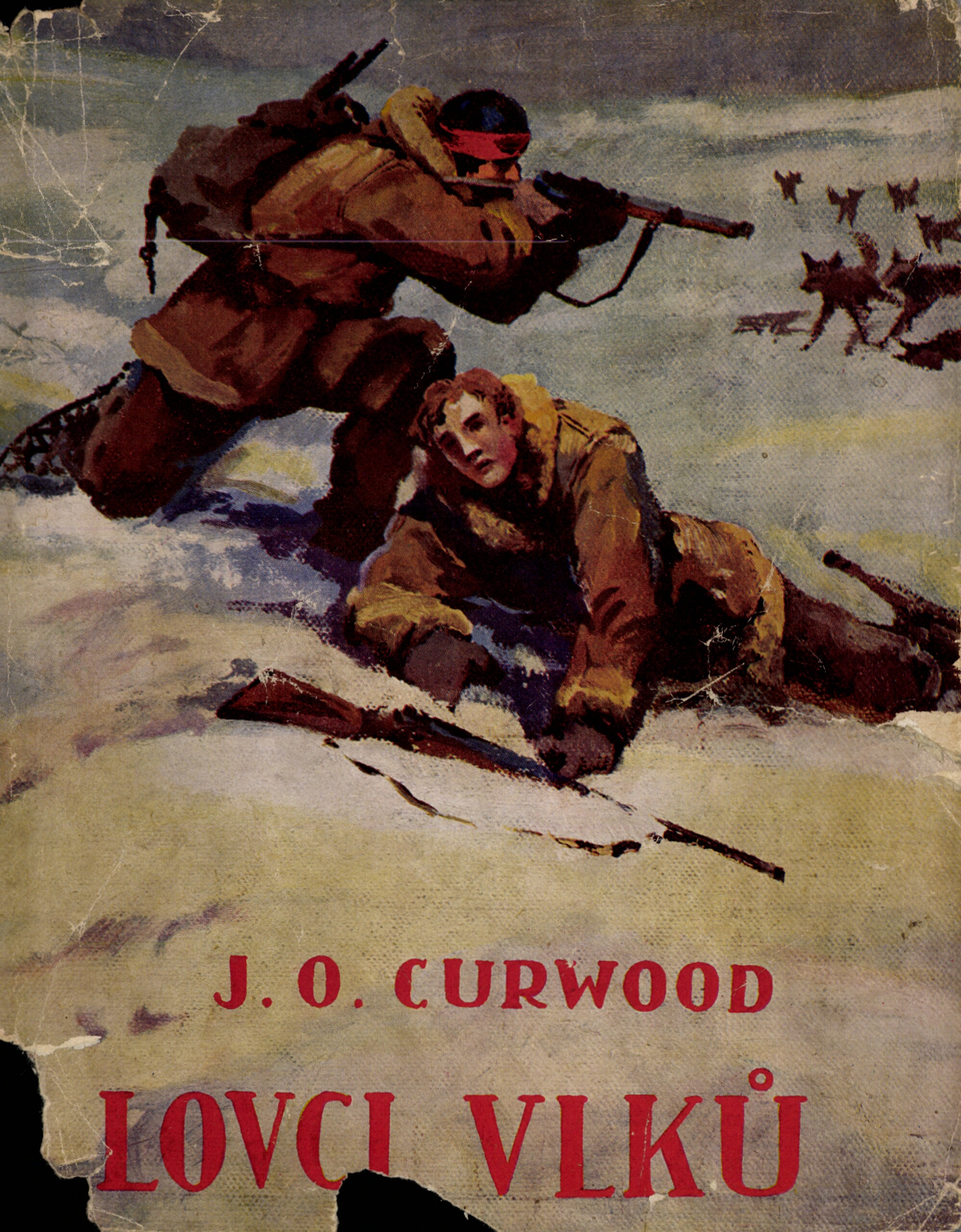
James Oliver Curwood: Lovci vlků (obálka a ilustrace Jiří Židlický, 1933)
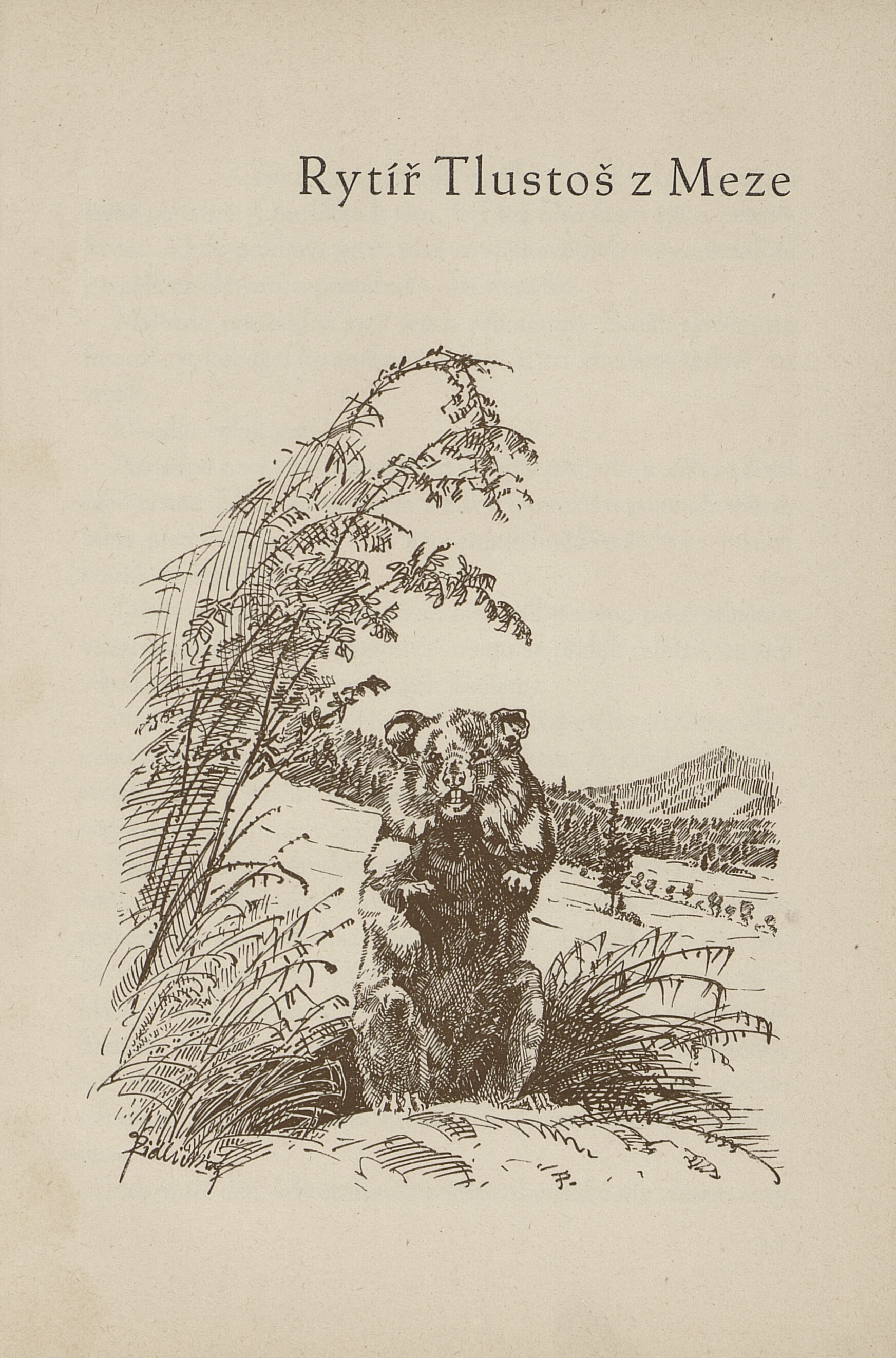
Jiří Židlický: Tři horácké pohádky (ilustrace, 1944)